# Aerva
Aerva es un género botánico de plantas con flor perteneciente a la familia de las Amaranthaceae. Comprende 17 especies descritas y de estas, solo 6 aceptadas.

## Descripción
Son hierbas perennes (a veces florece en el primer año), postradas a erectas o trepadoras. Las hojas y ramas alternas u opuestas. Flores hermafroditas o dioicos, a veces polígamo, en inflorescencias sésiles axilares y terminales o puntas pedunculadas bracteadas o panículas, con una flor en la axila de cada bráctea. Utrículo con paredes delgadas, de ruptura irregular. Semilla comprimida reniforme, firme, color negro.

## Taxonomía
El género fue descrito por Peter Forsskål y publicado en Flora Aegyptiaco-Arabica 170. 1775. La especie tipo es: Aerva tomentosa Forssk. 

## Especies aceptadas
A continuación se brinda un listado de las especies del género Aerva aceptadas hasta septiembre de 2012, ordenadas alfabéticamente. Para cada una se indica el nombre binomial seguido del autor, abreviado según las convenciones y usos. 
- Aerva artemisioides Vierh. & Schwartz
- Aerva caudata Bojer
- Aerva congesta Balf.f. ex Baker
- Aerva coriacea Schinz
- Aerva edulis Suess.
- Aerva elegans Moq.
- Aerva glabrata Hook.f.
- Aerva humbertii Cavaco
- Aerva javanica (Burm.f.) Juss. ex Schult.
- Aerva lanata (L.) Juss.
- Aerva leucura Moq.
- Aerva madagassica Suess.
- Aerva microphylla Moq.
- Aerva monsonia Mart.
- Aerva pseudotomentosa Blatt. & Hallb.
- Aerva radicans Mart.
- Aerva revoluta Balf.f.
- Aerva sanguinolenta (L.) Blume
- Aerva timorensis Moq.
- Aerva triangularifolia Cavaco
- Aerva villosa Moq.
- Aerva wightii Hook.f.